# Prix CRM-Fields-PIMS
Le prix CRM-Fields-PIMS est remis annuellement par le Centre de recherches mathématiques et l'Institut Fields depuis 1994. En 2005, le Pacific Institute for the Mathematical Sciences (de l'université de la Colombie-Britannique) s'est joint aux deux instituts pour l’attribution du prix qui est alors devenu le Prix CRM-Fields-PIMS.

## Description
Le prix souligne des réalisations exceptionnelles en sciences mathématiques. Il est le prix les plus prestigieux en mathématiques au Canada. 
Les travaux de recherche du récipiendaire doivent été réalisés principalement au Canada ou en affiliation avec une université canadienne. 

## Lauréats
- 1995 - H.S.M. Coxeter
- 1996 - George A. Elliott
- 1997 - James Arthur
- 1998 - Robert Moody
- 1999 - Stephen A. Cook
- 2000 - Israel Michael Sigal
- 2001 - William Tutte
- 2002 - John Friedlander
- 2003 - John McKay et Ed Perkins
- 2004 - Donald Dawson
- 2005 - David Boyd
- 2006 - Nicole Tomczak-Jaegermann
- 2007 - Joel Feldman
- 2008 - Allan Borodin
- 2009 - Martin T. Barlow
- 2010 - Gordon Slade
- 2011 - Mark Lewis
- 2012 - Stevo Todorčević
- 2013 - Bruce Reed
- 2014 - Niky Kamran
- 2015 - Kai Behrend
- 2016 - Daniel Wise[1]
- 2017 - Henri Darmon[2]
- 2018 - Jeremy Quastel[3]
- 2019 - Nassif Ghoussoub
- 2020 - Catherine Sulem
- 2021 - Andrew Granville
- 2022 - Bálint Virág
- 2023 - Christian Genest[4]